# 窪田まり子
窪田 まり子（くぼた まりこ、10月1日 - ）は、日本の漫画家。東京都福生市出身。東京デザイナー学院商業デザイン科卒業。主に芳文社や竹書房の4コマ漫画誌などで執筆していた。

## 概要
1986年、芳文社の4コマ誌で『はりきりさよちゃん』にてデビュー。
芳文社では、デビュー当初から2003年まで累計17年『はりきりさよちゃん』や『恋するさよちゃん』などの「さよちゃん」シリーズを連載していた。また、竹書房では1990年頃より『まんがライフオリジナルにて『ときめきカップル』、1997年頃より『まんがライフ』にて『二人が一番!』をそれぞれ2006年まで連載していた。また、徳間書店の『まんがハイム』でも1994年の雑誌の休刊まで作品の連載をしていた。
『まんがタイムスペシャル』では1992年から2000年頃まで『恋するさよちゃん』にて表紙と巻頭カラーページを担当していた。
作風としては、どの作品でも女性を主人公として結婚生活や恋愛などを主眼に置いたほのぼのとした作品の執筆を得意としていた。

## 作品リスト
- さよちゃんシリーズ（まんがタイム、まんがタイムオリジナル、まんがタイムファミリー、まんがタイムジャンボ、まんがタイムスペシャル（芳文社））[2]
  - はりきりさよちゃん 1巻 - 3巻

  1. ISBN 9784832225275（1987年2月）
  2. ISBN 9784832225428（1987年7月）
  3. ISBN 9784832225732（1988年5月）

  - 恋するさよちゃん 1巻 - 6巻

  1. ISBN 9784832260313（1991年7月）
  2. ISBN 9784832260405（1992年1月）
  3. ISBN 9784832260474（1992年8月）
  4. ISBN 9784832260559（1993年1月）
  5. ISBN 9784832260627（1993年7月）
  6. ISBN 9784832260641（1993年10月）

  - 恋するさよちゃん純情一途編

  1. ISBN 9784832260764（1995年12月）
- ときめきカップル（まんがライフオリジナル（竹書房））
  1. ISBN 9784884755041（1991年4月）
- みふゆインフォメーション（まんがハイム（徳間書店））
  1. ISBN 9784197530823（1993年7月）
- 二人が一番!（まんがライフ（竹書房））